# Exploración de petróleo en el Ártico

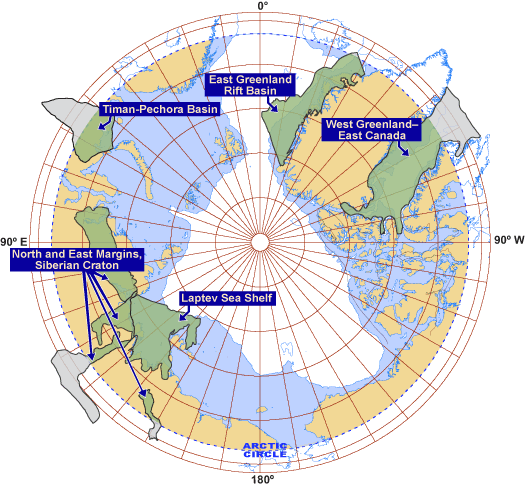
Ubicación de las cuencas oceánicas según United States Geological Survey.

La explotación de petróleo en el Ártico es técnicamente un desafío mayor que en otro medio ambiente. De todos modos con el incremento de tecnológica, los altos precios del petróleo, y el drástico derretimiento de los glaciares debido al calentamiento global facilitan la exploración y la extracción, la región recibe ahora un alto interés por parte de la industria petrolera.
El Ártico está formado por 19 cuencas geológicas.  Algunas de estas cuencas ya experimentaron exploraciones de gas o petróleo, la primera producción de petróleo se produjo en la ladera norte de Alaska en 1968 en la Prudhoe Bay. De todos modos solo la mitad de las cuencas - como el Mar de Beaufort y el Mar de Barents oeste - han sido explorados.
La explotación de petróleo en el Ártico podría tener consecuencias para la vida marina en esta gran región, ya que es hábitat y lugar de reproducción de numerosas especies que podrían estar en peligro de posibles derrames de petróleo.

## Estudios pre-exploración
Un estudio de 2008 realizado por el servicio de geología de Estados Unidos (en Inglés United States Geological Survey) estima que el área norte del círculo Ártico contiene 90 billones de barriles aún no descubiertos, técnicamente petróleo recuperable (y 44 billones de barriles de gas natural líquido) en 25 áreas geológicas definidas que tienen este potencial. Esto representa el 13% del petróleo no descubierto en todo el mundo. Del total estimado, más de la mitad es esperado encontrarlo en solo tres provincias geológicas - el Ártico de Alaska, la cuenca de Amerasia, y la cuenca East Greenland Rift.
Más del 70% del petróleo no descubierto es esperado encontrarlo en cinco provincias: el Ártico de Alaska, la cuenca de Amerasia, y la cuenca East Greenland Rift Barents Basin y el oeste de Canadá y este de Groenlandia juntos. Se estima que el 84% de las reservas de petróleo son offshore (en la cuenca marina). El United States Geological Survey no considera factores económicos como el efecto de hielo permanente o aguas oceánicas profundas en sus tasación de extracción de recursos de petróleo y gas. Aunque los valores son menores a los estudios del año 2000, que incluyen tierras al sur del Ártico.
Otro estudio reciente llevado a cabo por Wood Mackenzie sobre los potenciales del Ártico comentan que existen reservas de 75% de gas y 25% de petróleo. Basándose en cuatro cuencas en las que se focalizara la industria petrolera en los próximos años: las cuencas Kronprins Christian Basin, que puede tener grandes reservas, en la cuenca sudoeste de Groenlandia, debido a la proximidad de los mercados, y las cuencas de barros de petróleo (petróleo no fluido) de Laptev y la Bahía de Baffin.

## Protección del medio ambiente

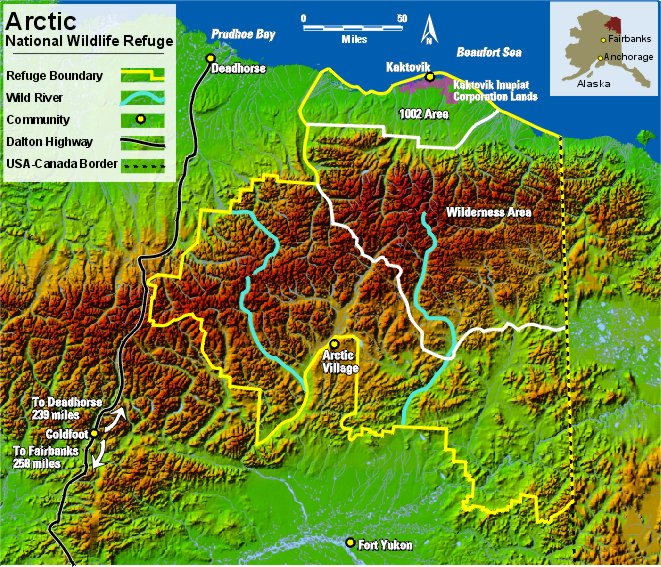
Arctic National Wildlife Refuge Map

La vida marina en el Ártico es extremadamente rica, y es lugar de reproducción de numerosas especies que viven en el Atlántico norte: el bacalao del atlántico, el bacalao polar, el arenque, el capelán, el oso polar etc. Pero sobre todo, el esencialmente fitoplancton del atlántico norte que ya está amenazado en otras regiones. Un accidente en la explotación provocaría una contaminación de los fondos costeros que quedarían activos por decenas de años, dadas las bajas temperaturas de esta región los haría más peligroso para sus sitios de reproducción, esto haría pensar en una amenaza sobre toda la red trófica del atlántico norte y Ártico. La decisión de explotar o no estas zonas, y que precauciones se utilizan, será de grandes consecuencias. 
Un parque nacional de Alaska está protegido con el nombre de Arctic National Wildlife Refuge (ANWR), en este la explotación de petróleo está prohibida, esta región estuvo en disputa de explotación desde la presidencia de Jimmy Carter en Estados Unidos.